# Lato w Nohant (film 1963)
Lato w Nohant – polski film z 1963 w reżyserii Józefa Słotwińskiego. Jest to adaptacja filmowa sztuki pod tym samym tytułem napisanej przez Jarosława Iwaszkiewicza z 1937. Osobą odpowiedzialną za realizację telewizyjną była Joanna Wiśniewska.

## Aktorzy
- Zdzisław Mrożewski – Antoni Wodziński
- Maria Wachowiak – Augustyna
- Stanisław Zaczyk – Clesinger
- Jan Konieczny – Fernand
- Gustaw Holoubek – Fryderyk Chopin
- Antonina Gordon-Górecka – George Sand
- Elżbieta Zagórska – Madelaine
- Józef Łotysz – Maurycy
- Katarzyna Łaniewska – Solange
- Henryk Boukołowski – Teodor Rousseau
- Eugenia Herman – Uczennica Chopina
- August Kowalczyk